# Stadthausstrasse
Die Stadthausstrasse ist eine etwa 720 m lange, autofreie Strasse in Winterthur im Schweizer Kanton Zürich, die nördlich entlang der Winterthurer Altstadt entlangführt.

## Verlauf
Die Stadthausstrasse beginnt beim Bahnhofplatz. Sie wurde an der Nordgrenze zur Winterthurer Altstadt gebaut, die südlich der Strasse verläuft. Hier stehen Gebäude wie das Rathaus, das Casinotheater oder das Haus zum Warteck, wobei die meisten Gebäude entlang der Stadthausstrasse zumindest Fassadenschutz durch den Denkmalschutz geniessen.
Auf der Nordseite der Strasse stehen in der Nähe des Bahnhofs auf den ersten rund 300 Metern Geschäftsgebäude, in denen u. a. auch die Credit Suisse und die UBS ihre örtlichen Filialen haben, sowie das Geschäftshaus der bis 1989 bestehenden Hypothekar- und Handelsbank Winterthur. Danach folgen nach dem Sommertheater der Stadtgarten und eine Reihe von grösseren Repräsentativgebäuden aus dem 19. Jahrhundert. Vom Stadtpark umgeben ist das von Leonhard Zeugheer 1835 als Knabenschulhaus entworfene Museum Reinhart am Stadtgarten. Danach folgt das 1863 gebaute Altstadt-Schulhaus von Ferdinand Stadler, das aber an der Lindstrasse 1 steht. Auf der anderen Seite der Lindstrasse steht das für die Strasse namengebende und 1868 nach Plänen von Gottfried Semper erbaute Stadthaus mit dem davorliegenden klassizistischen Stadthausbrunnen. Einzig das Garten-Hotel am Ostende der Strasse ist mit Baujahr 1957 neueren Datums.

## Geschichte
Die Stadthausstrasse wurde ab 1835 erstellt. 1855 wird sie als Bahnhofsstrasse erwähnt, und 1864 wird sie unter dem Namen Museumstrasse geführt, wohl bezugnehmend auf verschiedene Sammlungen, die bereits im damaligen Knabenschulhaus und heutigen Kunstmuseum beheimatet waren. Nach Eröffnung des neuen Kunstmuseums hinter dem Schulhaus Altstadt erfolgte der Namenstausch mit der heutigen Museumstrasse, und die Stadthausstrasse kam zu ihrem heutigen Namen.
1973 nahm die Winterthurer Stimmbevölkerung die Volksinitiative für eine autofreie Altstadt an, die neben der Altstadt auch die Stadthaus- sowie die Museumsstrasse autofrei machen sollte. Umgesetzt wurde dieser Volksentscheid nie komplett, und der bürgerliche Stadtrat stellte sich quer. Erst als 2018 eine entsprechende Motion vom Parlament abermals überwiesen wurde, kam Bewegung in die Sache. Seit dem 1. Oktober 2022 ist die Stadthausstrasse autofrei, und für den Busverkehr, Taxis und Zulieferer gilt seither Tempo 30.